# Рявче
Рявче (словен. Rjavče) — поселення в общині Ілірська Бистриця, Регіон Нотрансько-крашка, Словенія. Висота над рівнем моря: 763,7 м.